# Glomeridesmus parvior
Glomeridesmus parvior är en mångfotingart som beskrevs av Chamberlin 1940. Glomeridesmus parvior ingår i släktet Glomeridesmus och familjen Glomeridesmidae. Inga underarter finns listade i Catalogue of Life.